# عيسى أحمد
عيسى أحمد ، لاعب كرة قدم قطري سابق.
و قد كان يلعب مع منتخب قطر لكرة القدم.

## كأس الخليج1986
و قد سجل هدف في مرمى منتخب عمان لكرة القدم.